# Šejk
Šejk (arabsko شيخ) izvirno dobesedno pomeni starejši ali spoštovani mož. V zadnjem času to (tudi) v slovenščini postaja naziv za vodjo ali plemeniteža, posebno na Arabskem polotoku, kjer je šejk postal tradicionalni naziv plemenskega vodje.
Šejk je bil, denimo, stari izraz za naslavljanje vodij kuvajtske dinastije al-Sabah. Po pridružitvi Kuvajta Arabski ligi 19. junija 1961 so privzeli raje naziv emir. Uporablja se tudi v sufističnih redovih kot častni naziv za starejšega sufija, ki je pooblaščen za poučevanje, iniciacijo dervišev in tudi sicer vodi sufijski krog ali tariko.
Izraz se včasih neformalno uporablja tudi za častno naslavljanje učenjakov. Splošno hitro pravilo je, da lahko šejk kličemo moške po 60. letu.